# Szén Molnár Tamás
Szén Molnár Tamás (Budapest, 1970–) belsőépítész, építész.

## Szakmai életút
1988-2000 főleg zenészként tevékenykedett: a Quimby és más zenekarokban szaxofonos volt, valamint kortárs művészeti projektekben vett részt látványtervezőként, 3D animátorként, pl. Vákuum TV, Supergroup. Emellett egyedi bútorokat készít megrendelésre. 2000-ben fordul a figyelme teljesen a belsőépítészet felé, ekkor Fónagy Dóra irodájában kezdett dolgozni, majd 2001-től önálló tervezőként és 3D grafikusként folytatta működését.
2003 és 2008 között Nyugat-magyarországi Egyetem -AMI építész-tervezőművész szakon építész, belsőépítész hallgató.
2006-ban alapította meg a Cadden Studio Kft-t, mely a mai napig is működik. 2009-től Bényei István építésszel is dolgozik.
Fontosabb hanglemezek, amelyeken közreműködött:
A Sip of Story, 1993, Quimby; Jerrycan Dance, 1995, Quimby; Majom-tangó, 1996, Quimby; diligramm, 1997, Quimby; Ékszerelmére, 1999, Quimby

### Fontosabb munkák
- 2002 és 2006 Quality & Design bútorszalonok, Budapest
- 2002-2012 kiállítási standok különböző cégek számára pl: Pfizer, Siemens, Honda Motors, Land Rover, Scania, Schrack, Zalakerámia, stb.
- 2004 Till Attila lakása
- 2009-től Bényei Istvánnal számos családi ház, magánlakás, iroda Németországtól, Magyarországon át Sydney-ig
- Játékboltokat tervezett a Liliput játékország számára: 2009 Eger, 2011 MOM-park, 2012 Szeged Árkád üzletház
- Hoya Training Center, Budapest, 2011
- Auchan áruházlánc ügyfélszolgálati pultrendszer, 2011
- Deutsche Bank, vezetői irodák, 2012

### Csoportos kiállítások
- 3D animáció Till Attila filmjében Média Plaza, kisfilm, 12 perc, bemutatva a Műcsarnokban 2001
- Salone Satelite, Milano 2004
- Plasztikák, Sopron, Torony galéria, 2006
- MAOE, gyermek-játék kiállítás, Olof Palme-ház, Budapest 2008
- Szórakaténusz Játékmúzeum és Műhely, gyermek-játék kiállítás, Kecskemét, 2009

## Díjak
2004 - II. díj a Fiatal Képzőművészek Stúdiója Egyesület és a Fiatal Iparművészek Stúdiója Egyesület a budapesti aluljárókra kiírt redesign pályázatán, Studio Metropolitana Urbanisztikai Kutató Központ Kht. különdíja. Közös munka Szövényi Anikóval.